# جون هاسلر
جون هاسلر (بالإنجليزية: Jon Hassler)‏‏ (30 مارس 1933 في منيابولس - 20 مارس 2008 في سانت لويس بارك) كاتب، وروائي، وكاتب للأطفال من الولايات المتحدة.

## الجوائز
- زمالة غوغنهايم